# Рицу Доан
Рицу Доан (јап. 堂安 律; 16. јун 1998) јапански је фудбалер.

## Каријера
Током каријере играо је за Гамбу, Гронинген, ПСВ Ајндховен, Арминију Билефелд и Фрајбург.

## Репрезентација
За репрезентацију Јапана дебитовао је 2018. године. 

## Статистика
| Јапан  | Јапан | Јапан |
| Год.   | Ута.  | Гол.  |
| ------ | ----- | ----- |
| 2018   | 5     | 1     |
| Укупно | 5     | 1     |